# النوبي (ذي السفال)
النوبي محلة تابعة لقرية السفنة، التابعة لعزلة خنوة بمديرية ذي السفال إحدى مديريات محافظة إب في الجمهورية اليمنية سكانه بيت البدوي ال الصبيحي ، بلغ تعداد سكانها 311 حسب تعداد اليمن لعام 2004.